# 古古
古古（1999年9月25日－2025年1月16日）是一只雄性大熊猫，於1999年9月25日在卧龙中国保护大熊猫研究中心出生，父母分别为盼盼和唐唐。它还有一位双胞胎姐姐晔晔。2004年古古来到北京动物园定居。
此后，古古曾有过多次咬伤游客的记录。2006年9月，它曾在熊猫馆外的运动场咬伤一位醉酒游客的小腿。2007年10月，它又在运动场中咬伤了一位男子的双腿内侧。2009年1月，又有一名游客因帮小孩捡玩具而进入运动场，左小腿多次被它咬伤。不过虽然如此，动物园方面表示这并不代表其性格凶残，只是几次事件发生时它正巧在场，“换成其他的熊猫，也会攻击入侵者的”。
2010年7月，古古与另一只雌性大熊猫瑛华生下了一对双胞胎幼崽，不过由于母亲瑛华的不慎，长女刚出生不久便在产房中被挤压后夭折。

## 死亡
古古他于2025年1月16日因心脏和肝功能衰竭去世，享年25岁。